# Korsakow (Stadt)
Korsakow (russisch Корса́ков) ist eine Stadt in der Oblast Sachalin (Russland) mit 33.950 Einwohnern (Stand 1. Oktober 2021).

## Geografie
Die Stadt liegt an der Südküste der Insel Sachalin, etwa 40 km südlich der Oblasthauptstadt Juschno-Sachalinsk, an der Ostküste der Aniwa-Bucht nördlich der La-Pérouse-Straße.
Die Stadt Korsakow ist der Oblast administrativ direkt unterstellt und zugleich Verwaltungszentrum des gleichnamigen Rajons.

## Geschichte
Korsakow ist die älteste russische Siedlung auf der Insel Sachalin. 1853 wurde hier während Admiral Newelskois Expedition ein Militärposten unter dem Namen Murawjow-Posten (пост Муравьёвский/ post Murawjowski, nach Nikolai Murawjow-Amurski) eingerichtet. Bereits 1854 wurde der Posten während des Krimkriegs geräumt. 1869 wurde er, nun unter dem Namen Korsakow-Posten (пост Корсаковский/ post Korsakowski, nach dem russischen Staatsmann und Generalgouverneur von Sibirien Michail Korsakow (1826–1871)) erneut errichtet. Gegen Ende des 19. Jahrhunderts war der Posten Verwaltungszentrum des gleichnamigen Kreises der Oblast Sachalin.
Von 1905 bis 1945 gehörte der Ort nach dem Vertrag von Portsmouth, welcher den Russisch-Japanischen Krieg 1904–1905 beendete, als Ōdomari (jap. 大泊町, -chō) zu Japan. Im Resultat des Zweiten Weltkriegs an die Sowjetunion abgetreten, erhielt der Ort 1946 unter dem heutigen Namen Stadtrecht.

### Bevölkerungsentwicklung
| Jahr | Einwohner |
| ---- | --------- |
| 1897 | 1.702     |
| 1959 | 32.914    |
| 1970 | 38.210    |
| 1979 | 42.341    |
| 1989 | 45.096    |
| 2002 | 36.652    |
| 2010 | 33.526    |
| 2021 | 33.950    |

Anmerkung: Volkszählungsdaten

## Wirtschaft
Der Hafen von Korsakow ist der wichtigste der Insel. Bis Ende August 2015 bestand eine Passagierfährverbindung ins japanische Wakkanai. Die Stadt ist Zentrum für Fischfang und -verarbeitung. Daneben gibt es Betriebe der Leichtindustrie und Bauwirtschaft.
Eine Erdgasverflüssigunganlage im Rahmen des Projektes Sachalin II ist in Bau.

## Söhne und Töchter der Stadt
- Georgijs Kuļikovs (* 1947), sowjetischer Schwimmer
- Alexander Romankow (* 1953), sowjetischer Florettfechter, Olympiasieger und zwölffacher Weltmeister